# Ostra
Ostra é o nome comum usado para designar um número de grupos diferentes de moluscos que crescem, em sua maioria, em águas marinhas ou salobras. As ostras verdadeiras pertencem à ordem Ostreoida, família Ostreidae. As ostras têm um corpo mole, protegido dentro de uma concha altamente calcificada, fechada por fortes músculos adutores. As brânquias filtram o plâncton da água. 
A ostra tem uma forma curiosa de se defender. Quando um parasita invade seu corpo, ela libera uma substância chamada madrepérola, que se cristaliza sobre o invasor impedindo-o de se reproduzir. Depois de cerca de três anos esse material vira uma pérola. Sua forma depende do formato do invasor e sua cor varia de acordo com a saúde da ostra.

## Outros moluscos chamados de "ostra"
Um número de outros moluscos que não caem dentro desses grupos tem nomes comuns que incluem a palavra "ostra", porque elas ou têm o gosto de ou parecem ostras, ou porque elas produzem pérolas detectáveis.
Exemplos incluem a família Spondylidae das ostras espinhosas e a ostra-peregrina, um tipo de vieira.
As ostras são organismos filtradores de fitoplâncton, pode-se entender como microalgas, a filtração ocorre por meio das brânquias, dispersas ao longo de seu corpo em pares, os resíduos dessa filtração são chamados de pseudofezes, e em locais de cultivo, pode apresentar problemas como a diminuição da profundidade do local, e o acúmulo de matéria orgânica particulada.

## Biologia
Atualmente, a cultura da ostra-plana (Ostrea edulis) e da ostra-portuguesa (Crassostrea angulata) é muito limitada na Europa, devido à superexploração e a doenças que dizimaram estas espécies. Oriunda do Japão, a ostra-gigante (Crassostrea gigas) foi introduzida na Europa na década de 1970. Graças ao seu crescimento rápido e à sua grande capacidade de adaptação a diferentes meios, a ostra-gigante é atualmente a ostra mais cultivada em todo o mundo, nomeadamente na Europa. No entanto, esta espécie regista presentemente índices de mortalidade significativos em diversos Estados-Membros. Começou a reproduzir se naturalmente nos Estados-Membros do norte da União, em que anteriormente não se reproduzia, originando incrustações em algumas regiões costeiras. Muitas espécies de ostra são hermafroditas e mudam de sexo, amadurecendo primeiro como machos e em seguida como fêmeas. A reprodução depende da temperatura e da salinidade da água. Antes de se fixarem, as larvas atravessam uma fase pelágica, durante a qual as correntes as podem dispersar por uma vasta área. Mudam então de forma, assumindo as formas juvenis de molusco bivalve apresentadas supra. As ostras alimentam se por filtragem da água.

## Cultura
A produção é iniciada com a captação de sementes (larvas de ostra) no meio natural. Para as capturar, os ostreicultores utilizam coletores colocados em locais estratégicos. Quando as larvas atingem alguns milímetros de comprimento, são retiradas dos coletores e ficam prontas para serem criadas. Contudo, atualmente, uma parte importante das larvas de ostra utilizadas em aquicultura provém de maternidades, permanecendo a unidade populacional de reprodutores em instalações no mar. As ostras libertam os gâmetas na primavera, quando a temperatura da água é elevada. As larvas são introduzidas em tanques com circuito fechado e alimentadas com algas cultivadas. Quando as larvas estão prestes a fixar se a um suporte, é introduzido no tanque um suporte de fixação novo e sólido para «recolher» as ostras. O método de cultura de ostras utilizado é definido em função do ambiente (amplitude das marés, profundidade da água, etc.) e da tradição. Na costa atlântica de França, as ostras são produzidas essencialmente em «sobre-elevação»: as ostras são colocadas em sacos de rede de plástico fixados a placas colocadas na baixa mar. A «cultura sobre o solo», em que as ostras são colocadas diretamente na baixa mar ou em águas pouco profundas, é menos praticada do que a cultura em sobre-elevação. A «cultura em suspensão», em que as ostras são criadas em cordas, como o mexilhão, é praticada em Espanha e é adequada para a cultura em águas sem marés ou ao largo. Outro método utilizado é a «cultura em águas profundas», em que as ostras são colocadas em parques que podem atingir 10 m de profundidade. As ostras atingem o seu tamanho comercial ao fim de 18 a 30 meses. Os métodos de recolha variam em função do tipo de cultura:
as ostras cultivadas em sobre-elevação são recolhidas removendo as bolsas das placas; as ostras cultivadas sobre o solo são apanhadas na baixa mar com recurso a ancinhos ou por dragagem (se a altura da água o permitir); as ostras cultivadas em águas profundas são apanhadas com dragas.

## Produção e comércio
A nível mundial, da aquicultura pode responder por 97% da produção total de ostras. A China é, de longe, o maior produtor, com 80% da produção mundial total, seguida da Coreia, do Japão, dos Estados Unidos e da União Europeia. A União Europeia é autossuficiente em ostras e os fluxos comerciais com países terceiros são insignificantes. O comércio entre países da União é também pouco importante, estando praticamente limitado aos fluxos de França para Itália. O mercado francês é o maior mercado de ostras da União.
Portugal produziu, em 2011, cerca de 864 toneladas de ostra (C. gigas e C. angulata). Com o desenvolvimento da produção Offshore é expectável que a produção venha a aumentar nos próximos anos, apesar de não existir, atualmente, qualquer maternidade em Portugal. As principais zonas de produção são as Rias de Aveiro, Alvor e Formosa e o estuário do Sado.

## Usos humanos
Assim como alguns moluscos (polvo, lula, mexilhão, lulas gigantes etc.), as ostras são usadas como alimento.
As pérolas das ostras também são bastante usadas em joias e enfeites.
A casca de ostra é usada para suplementos alimentares ricos em cálcio.

## Como alimento
O consumo de ostras como alimento remonta aos tempos pré-históricos, como evidenciam os montes de conchas encontrados em todo o mundo. Ostras foram uma importante fonte de alimento em todas as áreas costeiras onde podiam ser encontradas, e a pesca de ostras foi uma indústria significativa onde havia abundância delas.

### Pratos
Ostras podem ser consumidas nas conchas, cruas, defumadas, cozidas, assadas, fritas, estufadas, enlatadas, em conserva, cozidas no vapor ou gratinadas, ou ainda utilizadas em diversas bebidas. Podem ser comidas simplesmente ao abrir a concha e consumir o interior, incluindo o suco. Frequentemente adiciona-se manteiga e sal. Ostras pochê gratinadas podem ser servidas sobre torradas com roux de creme. No caso das ostras Rockefeller, o preparo pode ser bastante complexo. Às vezes, são servidas sobre algas comestíveis, como algas marrons.

### Nutrição
Ostras são uma excelente fonte de zinco, ferro, cálcio e selênio, assim como vitamina A e vitamina B12. Ostras possuem baixa energia alimentar; uma dúzia de ostras cruas contém apenas 460 quilojoules (110 quilocalorias). Elas são ricas em proteínas (cerca de 9 g em 100 g de ostras do Pacífico). Duas ostras (28 gramas ou 1 onça) fornecem a dose diária recomendada de zinco e vitamina B12.
Tradicionalmente, ostras são consideradas afrodisíacas. Um grupo de pesquisadores americanos e italianos analisou bivalves e descobriu que eles são ricos em aminoácidos que aumentam os níveis de hormônios sexuais. O alto conteúdo de zinco contribui para a produção de testosterona.

### Segurança e armazenamento de alimentos
Ao contrário da maioria dos moluscos, ostras podem ser armazenadas por um prazo relativamente longo — até quatro semanas. No entanto, seu sabor torna-se menos agradável com o tempo. Ostras frescas devem estar vivas imediatamente antes de serem consumidas ou preparadas.
Acredita-se que ostras cozidas que não se abrem estavam mortas anteriormente e, portanto, são inseguras.

## Tipos de ostras
- Crassostrea gigas (ostra japonesa ou do Pacífico): introduzida em diversas partes do mundo, inclusive no Brasil, onde vem sendo cultivada em Florianópolis, no Estado de Santa Catarina.
- Crassostrea rhizophorae (ostra do mangue): espécie cultivada e comercializada na região do Caribe, Cuba, Venezuela e Antilhas.
- Crassostrea virginica (ostra norte-americana): cultivada nos Estados Unidos e México.
- Crassostrea angulata (ostra portuguesa): cultivada em Portugal, Espanha e França.
- Ostrea lurida (ostra plana do pacífico): cultivada na costa do Pacífico dos Estados Unidos e Canadá.
- Ostrea edulis (ostra plana chilena): cultivada na Itália, França, Grã-Bretanha, Espanha, Holanda e Bélgica